# PMR446

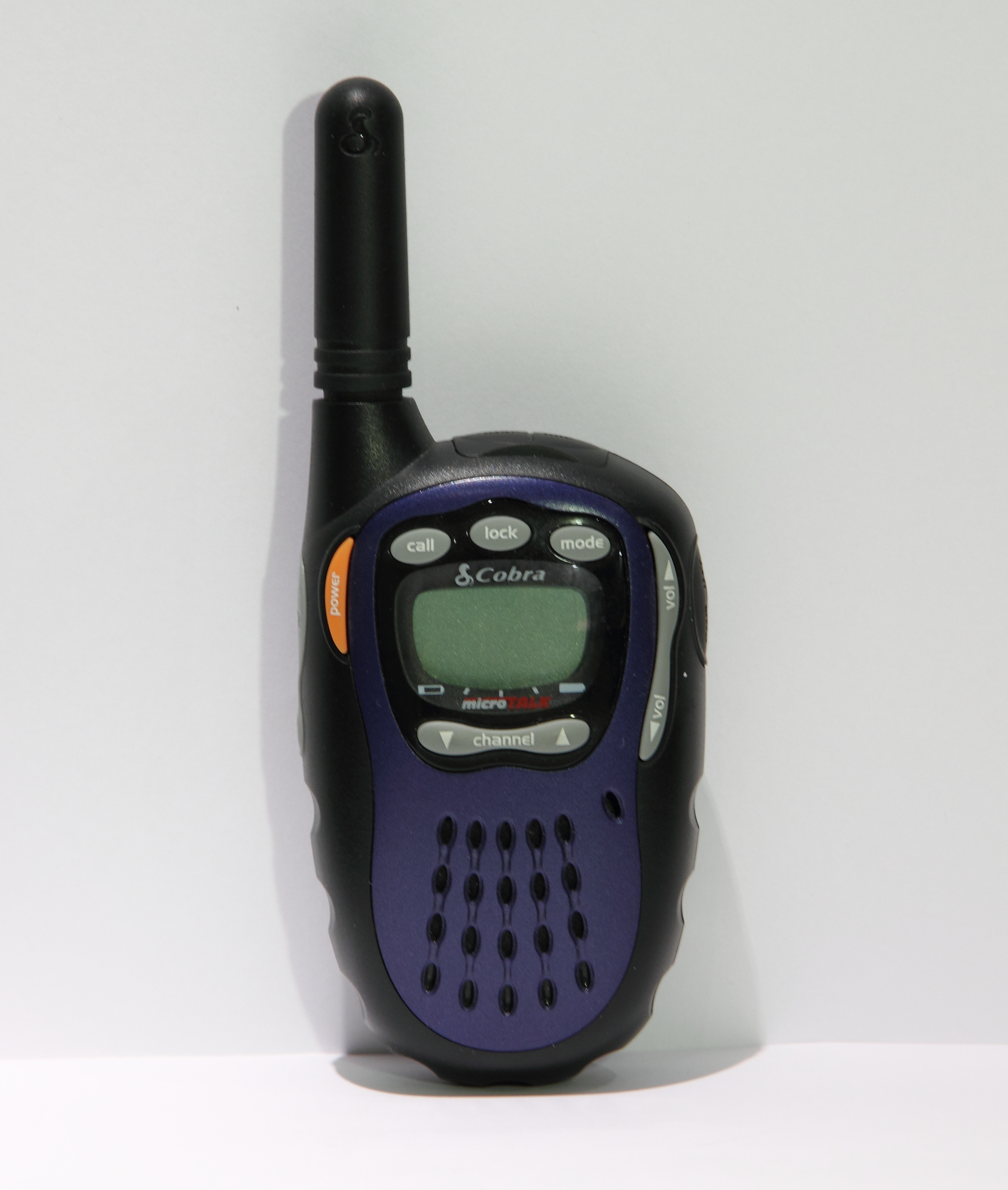
En PMR 446-radio

PMR 446 (Private Mobile Radio, 446 MHz) är ett licensfritt frekvensband mellan 446,0 MHz och 446,2 MHz (våglängd ca 67 cm) som är harmoniserat inom Europeiska unionen.
PMR 446-bandet är endast avsett för handhållna radioapparater med fast monterade eller inbyggda antenner och endast utan annan infrastruktur som till exempel basstationer eller repeatrar. Det finns både analoga frekvensmodulerade och digitala radioapparater, men en del stöder inte alla finesser som är möjliga.
Det finns även ej licensfria PMR-band.

## Räckvidd
I större delen av CEPT:s medlemsstater är den högsta tillåtna sändareffekten för PMR-radio 0,5 W effektiv utstrålad effekt, vilket innebär cirka 3–9 kilometers räckvidd under normala omständigheter. Övriga regioner tillåter en sändareffekt på upp till 2 W.[källa behövs]
Ofta anges en räckvidd på 3–6 km men detta är bara en grov uppskattning tillämpbar under "normala" omständigheter. Om två stationer exempelvis befinner sig på varsin kulle med öppet vatten mellan sig, kan betydligt längre räckvidd uppnås. Flera tiotals kilometer är inga problem vid fri sikt. I tätbebyggt område eller inne i en byggnad kan räckvidden minska till något hundratal meter.

## Digitala funktioner
De digitala radioapparaterna använder dPMR (digital PMR). Förutom vanlig röstkommunikation till alla på kanalen stöder en del radioapparater även finesser som talkommunikation mellan endast två radioapparater, textmeddelanden, filöverföring och IP över dPMR.

## Subtoner
Om användare av analoga radioapparater inte vill behöva höra all annan radiotrafik kan de använda så kallade subtoner. När en radio är inställd på en subton öppnas brusspärren endast om även den sändande radion är inställd på samma subton. När väl brusspärren öppnats hörs dock all trafik på den inställda kanalen.
Det finns upp till 39 analoga subtoner (Continuous Tone Controlled Signalling System , CTCSS), och upp till 83 digitala subtoner, (Digitally Coded Squelch Signalling, DCSS).

## Kanaler
Frekvensområdet är indelat i 16 analoga frekvensmodulerade kanaler med 12,5 kHz kanaldelning med lägsta bärvågsfrekvens 446,00625 MHz och 16 eller 32 digitala kanaler med 12,5 kHz eller 6,25 kHz delning med lägsta bärvågsfrekvens på 446,00625 MHz respektive 446,003125 MHz.
| Analoga och digitala | Analoga och digitala | Digitala | Digitala   |
| Kanal                | MHz                  | Kanal    | MHz        |
| -------------------- | -------------------- | -------- | ---------- |
| 1                    | 446,00625            | 1        | 446,003125 |
| 1                    | 446,00625            | 2        | 446,009375 |
| 2                    | 446,01875            | 3        | 446,015625 |
| 2                    | 446,01875            | 4        | 446,021875 |
| 3                    | 446,03125            | 5        | 446,028125 |
| 3                    | 446,03125            | 6        | 446,034375 |
| 4                    | 446,04375            | 7        | 446,040625 |
| 4                    | 446,04375            | 8        | 446,046875 |
| 5                    | 446,05625            | 9        | 446,053125 |
| 5                    | 446,05625            | 10       | 446,059375 |
| 6                    | 446,06875            | 11       | 446,065625 |
| 6                    | 446,06875            | 12       | 446,071875 |
| 7                    | 446,08125            | 13       | 446,078125 |
| 7                    | 446,08125            | 14       | 446,084375 |
| 8                    | 446,09375            | 15       | 446,090625 |
| 8                    | 446,09375            | 16       | 446,096875 |
| 9                    | 446,10625            | 17       | 446,103125 |
| 9                    | 446,10625            | 18       | 446,109375 |
| 10                   | 446,11875            | 19       | 446,115625 |
| 10                   | 446,11875            | 20       | 446,121875 |
| 11                   | 446,13125            | 21       | 446,128125 |
| 11                   | 446,13125            | 22       | 446,134375 |
| 12                   | 446,14375            | 23       | 446,140625 |
| 12                   | 446,14375            | 24       | 446,146875 |
| 13                   | 446,15625            | 25       | 446,153125 |
| 13                   | 446,15625            | 26       | 446,159375 |
| 14                   | 446,16875            | 27       | 446,165625 |
| 14                   | 446,16875            | 28       | 446,171875 |
| 15                   | 446,18125            | 29       | 446,178125 |
| 15                   | 446,18125            | 30       | 446,184375 |
| 16                   | 446,19375            | 31       | 446,190625 |
| 16                   | 446,19375            | 32       | 446,196875 |